# Museu George Enescu (Tescani)
El Museu George Enescu està situat a l'antiga mansió de la família noble Rosetti-Tescanu construïda en un bell parc dendrològic, situat en una zona muntanyosa, a 37 km de la ciutat de Bacău, prop del poble de Tescani, a Romania.

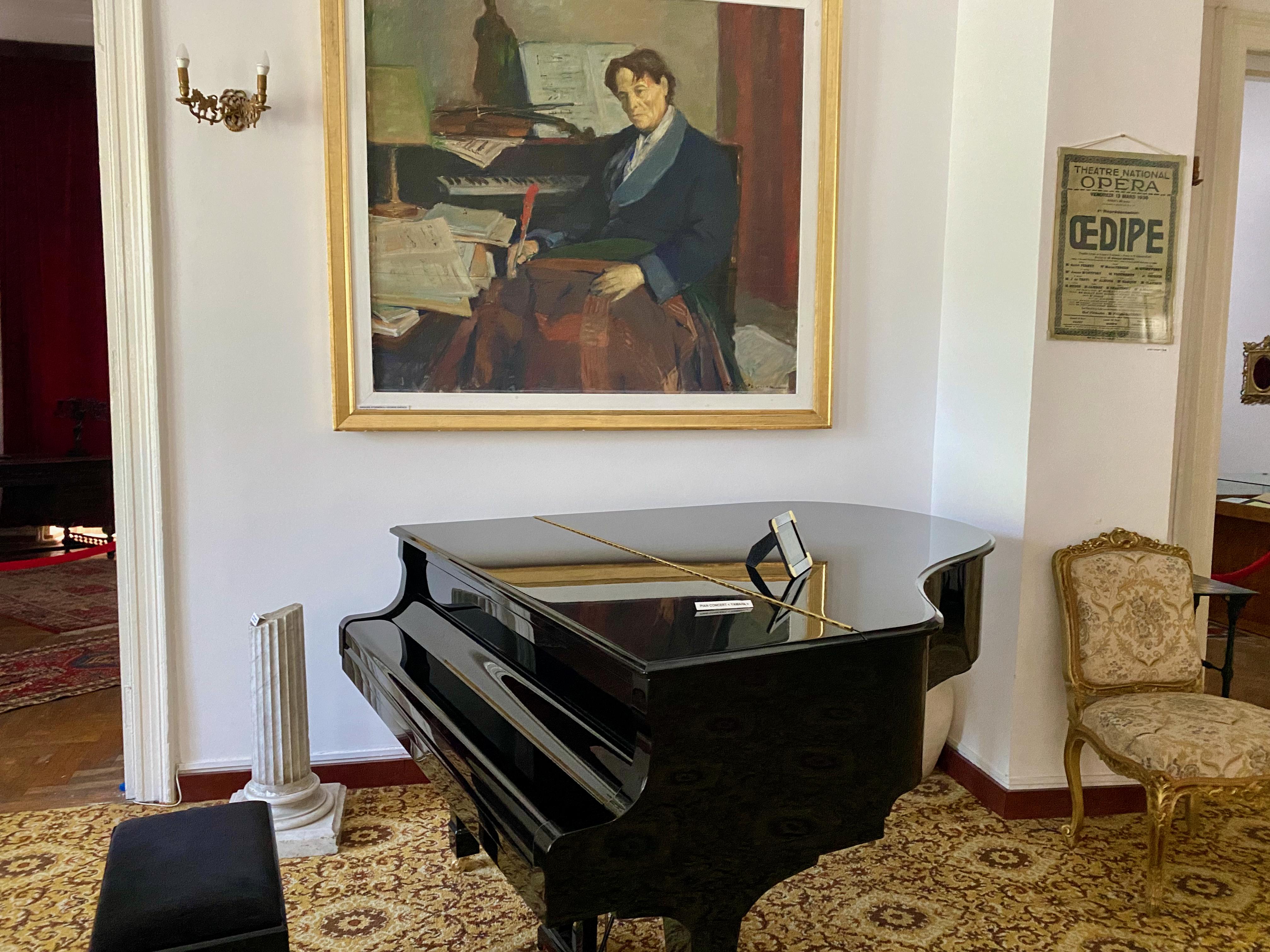
Piano al museu

La mansió, que té l'estatus de monument històric, va ser construïda el 1880 per Dumitru Rosetti-Tescanu, polític i intel·lectual, traductor de les obres del filòsof romanès Vasile Conta. Dumitru es va suïcidar als 45 anys i més tard, després de la mort de la seva dona, la mansió va ser heretada per Maria Cantacuzino (Maruca).
La mansió de Tescani es va convertir en un lloc especial en la vida del compositor George Enescu. El compositor, que mantenia una relació amb Maruca, hauria vingut a Tescani per primera vegada l'any 1917, juntament amb la reina, i es va enamorar d'aquest pintoresc lloc. Més tard, es va casar amb Maruca. Aquí George Enescu va passar els estius entre 1917 i 1946, perquè aquest lloc l'inspirava en les seves creacions. A Tescani va finalitzar la seva òpera Oedipe, que va dedicar a Maruca.

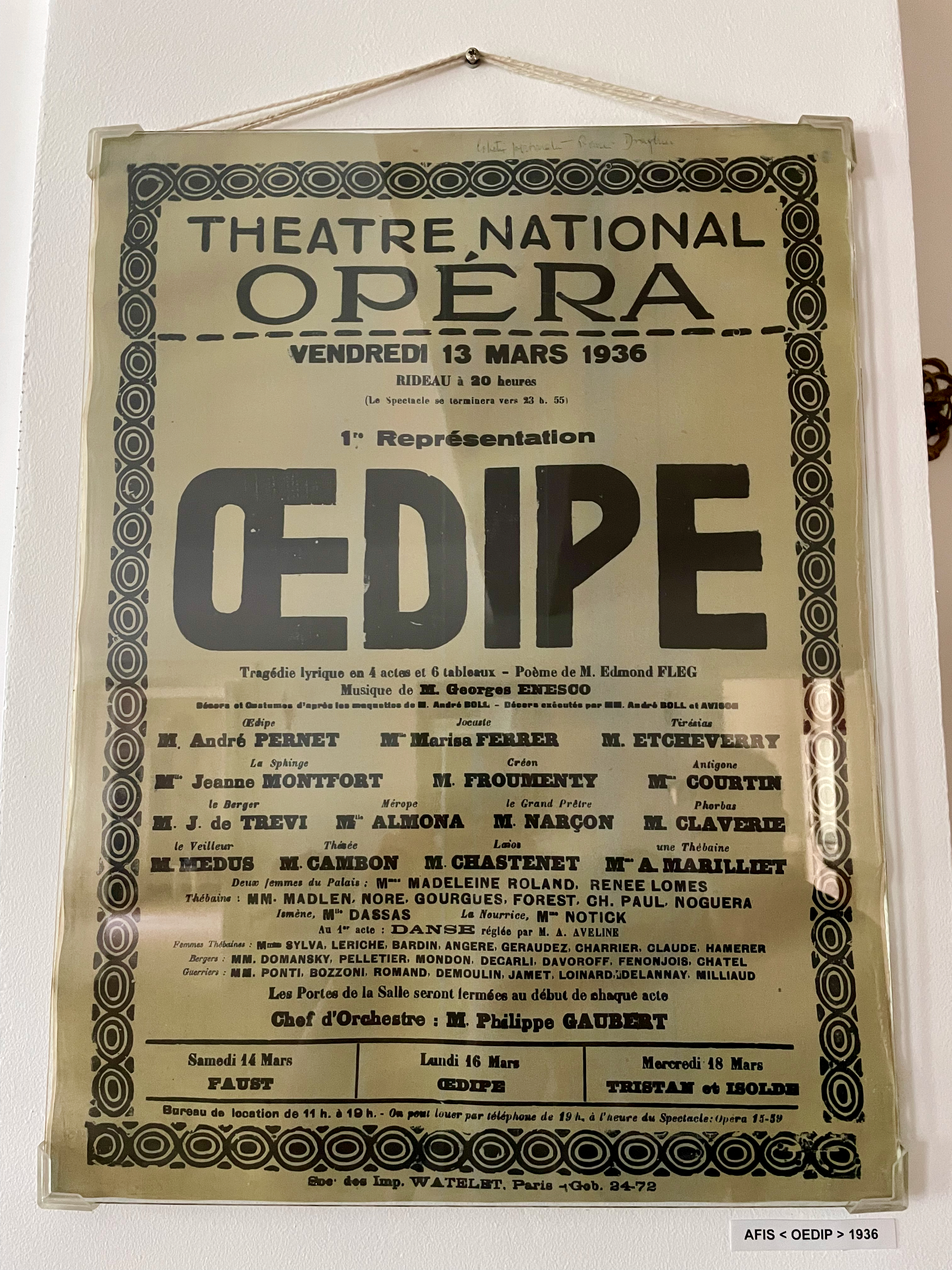
Pòster d'Oedipe al museu

L’any 1947, un any després que George Enescu s’instal·lés definitivament a París, Maruca va donar la mansió i 33 hectàrees de terreny al Ministeri de Cultura amb l’objectiu de "servir com a font d’inspiració per als artistes i per honrar la memòria de George Enescu i la família Rosetti-Tescanu". La residència familiar es va convertir així en un centre cultural. El 1980 es va inaugurar la "Casa Memorial Rosetti-Enescu" a l’edifici principal, que es va transformar el 1990 en el Centre de Cultura Tescani, i el 1993, en el Centre de Cultura "Rosetti Tescanu - George Enescu". Des de 2007, forma part del Museu Nacional "George Enescu".
Entre els vestíbuls de la mansió, destaca el saló Oedipe, on es poden veure els cartells amb l'estrena de l'espectacle, de París i Bucarest.
A l'exterior de la mansió, en un discret carreró, hi ha un mausoleu, perquè l'artista i la Maruca van deixar escrit en el seu testament que volen ser enterrats a Tescani, tot i que van ser enterrats al cementiri Père-Lachaise de París.